# Pustinja Blaca
Pustinja Blaca – dawny erem w Chorwacji, położony w południowej części wyspy Brač.

## Opis
Leży 5,5 km na południowy zachód od miejscowości Nerežišća, poniżej jaskiń krasowych. Został założony w 1550 roku przez mnichów przybyłych z położonej na stałym lądzie Poljicy. Jedna z jaskiń stanowiła ich pierwotne schronienie. Składa się z zespołu budynków – obiektów mieszkalnych, oficyny, pszczelnika – połączonych ze sobą systemem korytarzy i schodów. Jest otoczony murem o długości 120 m, wysokości 8 m i grubości 2 m.
W I połowie XX wieku na terenie eremu prowadzone były obserwacje astronomiczne. W 1963 roku zmarł ostatni mnich – Niko Miličević. W tym samym roku otwarto tu muzeum m.in. ze sztuką barokową. W bibliotece klasztornej znajduje się 11 tysięcy ksiąg.
29 stycznia 2007 obiekt został wpisany na chorwacką listę informacyjną UNESCO.